# Propstei Abteistraße 37 (Mönchengladbach)

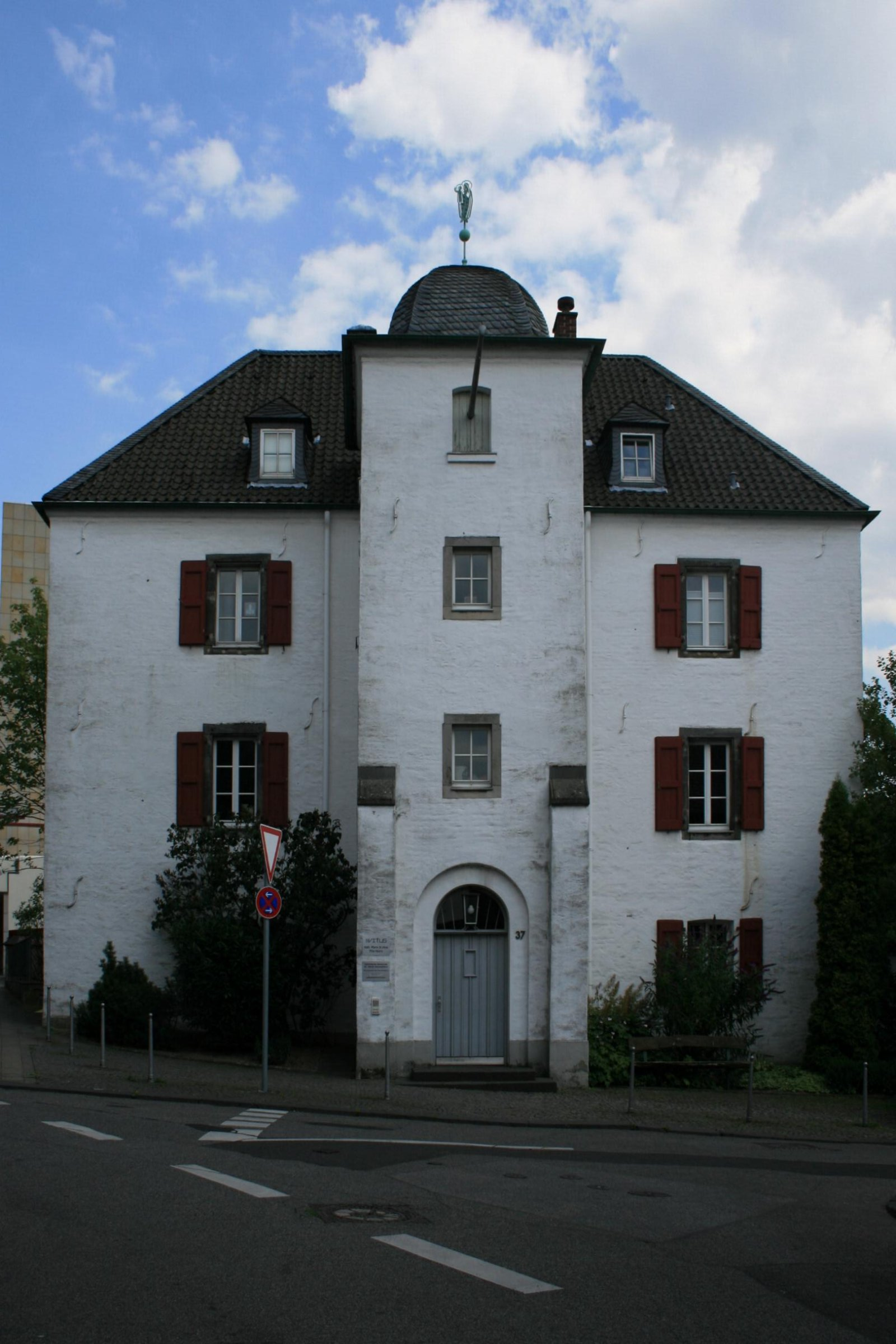
Propstei (2010)

Die Propstei Abteistraße 37 steht in der Stadt Mönchengladbach in Nordrhein-Westfalen im Stadtteil Gladbach. Sie wurde im 18. Jahrhundert erbaut. Das Haus ist unter Nr. A 018 am 10. Dezember 1985 in die Denkmalliste der Stadt Mönchengladbach eingetragen worden.

## Architektur
Es handelt sich um das ehemalige Gasthaus der Abtei. Der dreigeschossige unterkellerte Backsteinbau auf rechteckigem Grundriss, verputzt, S-förmige Maueranker, pfannengedecktes Walmdach mit Schiefergraten.
Die vordere Längsfront dreiachsig und durch einen quadratischen viergeschossigen Turmbau mit geschweifter Schieferhaube symmetrisch gegliedert, die Schmalfronten zwei-, die Rückfront vierachsig. Fenster im Erdgeschoss mit schwachem Stichbogen und Werksteinsohlbänken, im – durch größere Fensterhöhe ausgezeichnetem – 1. sowie 2. Geschoss mit umlaufenden Werksteingewänden (mit Ausnahme der nördlichen Schmalseite). Knappes Mauergesims mit vorgehängter Traufrinne. An der Turmvorderseite rundbogige Eingangstür mit korrespondierender Rahmenblende, seitlich an den Turmecken bis ins 1. Geschoss hochreichende Strebepfeilervorlagen mit schräger Betonsteinabdeckung begleitet. Die Fenster in den Turmobergeschossen kleinformatig, im 3. Geschoss gewändelos und lukenartig verbrettert.
Anlässlich des Wiederaufbaus der Rückfront im Süden ein eingeschossiger Vorbau mit Dachaustritt angegliedert, der hangabwärts gewandten südlichen Schmalseite anstelle der Anbauten des 19. Jh. eine unterkellerte Terrasse vorgelagert, die durch eine ausluchtartig vortretende Fenstertür zugänglich gemacht wurde. Im Südwesten walmdachgedeckte Garage. Holzsprossenfenster mit Schlagläden. Das Innere völlig modernisiert.